# Fényeslitke, Szabolcs-Szatmár-Bereg
Fényeslitke  este un sat în districtul Kisvárda, județul Szabolcs-Szatmár-Bereg, Ungaria, având o populație de 2.536 de locuitori (2011). 

## Demografie
Componența etnică a satului Fényeslitke
     Maghiari (93,59%)
     Romi (5,13%)
     Necunoscut (0,38%)
     Alții (0,9%)
Componența confesională a satului Fényeslitke
     Reformați (46,14%)
     Romano-catolici (30,21%)
     Greco-catolici (3,23%)
     Fără religie (1,1%)
     Necunoscută (19,09%)
     Ortodocși (0,24%)
     Alte religii (0,75%)
Conform recensământului din 2011, satul Fényeslitke avea 2.536 de locuitori. Din punct de vedere etnic, majoritatea locuitorilor (93,59%) erau maghiari, cu o minoritate de romi (5,13%). Apartenența etnică nu este cunoscută în cazul a 0,38% din locuitori. Nu există o religie majoritară, locuitorii fiind reformați (46,14%), romano-catolici (30,21%), greco-catolici (3,23%) și persoane fără religie (1,1%). Pentru 19,09% din locuitori nu este cunoscută apartenența confesională.